# Тральщики проекта 1265
Базовые тральщики проекта 1265 «Яхонт», по классификации НАТО — Sonya class minesweeper — советские базовые тральщики, строившиеся активно в 1970-е годы, состоящие на вооружении некоторых постсоветских и иных стран.

## Разработка
Тральщики проекта 1252 со стеклопластиковыми корпусами, которые должны были строиться после серии проекта 257ДМ, проектировались на базе устаревшего к середине 1960-х оборудования, вследствие чего серийное производство было бесполезным. В результате этого в 1968 году ВМФ выдал Западному ПКБ (п/я А-1227) тактико-техническое задание на разработку нового проекта базового тральщика под номером 1265. Предполагались варианты 1265П (стеклопластиковый корпус) и 1265Д (деревянный корпус). Изначально разработкой занимались главный конструктор Д. И. Рудаков и главный наблюдающий от ВМФ капитан 2 ранга И. М. Шелевахо, но затем их сменили соответственно конструктор В. И. Немудров и полковник А. Т. Ильичёв. Технический проект был выполнен и утверждён в обоих вариантах по материалу корпуса.
В итоге к строительству утвердили проект с деревянным корпусом, поскольку стеклопластик не был освоен промышленностью достаточно хорошо: на заводах не хватало цехов, химическая промышленность не готова была поставлять компоненты, используемая для стеклопластика смола была недостаточно гигиенична и слишком токсична, к тому же на кораблях со стеклопластиковыми корпусами были выявлены существенные недостатки. Таким образом, у деревянного корпуса были некоторые преимущества. Для повышения долговечности древесины и достижения лучшей герметичности всё-таки был задействован стеклопластик (из него сделали защитное покрытие). План военного судостроения на 1971—1980 годы был утверждён в 1969 году, и согласно этому плану началось строительство кораблей.
Боевая эффективность тральщика по сравнению с предыдущими проектами существенно возросла и по праву вывела его в число лучших представителей кораблей этого подкласса во всём мире. В 1970-х годах ВМФ дважды выдавалось Западному ПКБ задание на проектирование нового базового тральщика (проект 1265П модернизированный и проект 12651 с стеклопластиковыми корпусами). Однако в обоих случаях разработка проекта, которой руководил главный конструктор В. И. Немудров, останавливалась, поскольку база стеклопластикового судостроения и нового противоминного вооружения не была готова. Строительство проекта всё же началось в 1980 году согласно десятилетнему Плану военного судостроения на 1981—1990 годы.

## Характеристики

### Размеры, внешний и внутренний вид
Полное водоизмещение корабля составило 460 т, а длина — 49 метров. По сравнению с тральщиками проекта 266 водоизмещение снизилось на 100 т, а длина на 3,1 м (проект 257ДМ предполагал гораздо меньшие размеры исходного корабля). Тем не менее, по классификации корабль относился к судам 4 ранга (в начале 1990-х, однако, его переквалифицировали в корабли 3 ранга). По своему архитектурному типу корабль напоминал проект 257ДМ: имел такой же удлинённый полубак, упрощённые обводы и такое же отношение длины к ширине, но внешний вид корабля с изменением линий надстройки, и установкой фальштрубы для газохода котлоагрегата стал гораздо привлекательнее. Для корпуса использовалась сосновая древесина.
На корабле были созданы исключительные условия обитаемости для экипажа, которые были не сравнимы с любыми другими тральщиками. В составе вспомогательных механизмов были установлены две холодильные машины МХМ-15С и применена система круглогодичного кондиционирования воздуха жилых, служебных помещений и боевых постов установкой в системе вентиляции воздухоохладителей и воздухонагревателей (на последние подавался пар от вспомогательного котлоагрегата).

### Защита от мин
На корабле удалось достичь дальнейшего снижения уровней магнитного, электрического и электромагнитного полей. Как и у проектов 266, 266М и 257ДМ, для защиты от магнитных мин корпус изготавливался из маломагнитной стали Ю3 и лёгких алюминиево-магниевых сплавов (АМГ), а также устанавливалось усовершенствованное размагничивающее устройство. Для снижения акустического поля корабля проводилась звукоизоляция с помощью амортизаторов, ставились звукоизолирующие гибкие вставки в трубопроводах, системах и местах присоединения к механизмам, а также винты в те насадки, к которым подводился воздух.

### Вооружение
На корабле предусматривались новые виды противоминного вооружения, которые позволяли бороться с минами прямо по курсу корабля. Техническое средство, обеспечивавшее поиск, обнаружение и уничтожение мин, получило название комплексного искателя-уничтожителя донных мин (КИУ). Туда ставились четыре разнообразных варианта использования противоминного вооружения: контактный трал ГКТ2, сетевой трал ТС-1, неконтактные электромагнитный трал ПЭМТ-4 (или соленоидный СТ-2) и акустический трал АТ-5, а также шнуровые заряды. Корабль оснащался гидроакустическими станциями поиска якорных (МГ-69 «Лань») и донных мин (МГ-79 «Мезень»). Позднее ставились новые типы КИУ и более эффективные гидроакустические станции поиска якорных и донных мин — такие, как МГ-89.
Основные орудия по сравнению с проектом 257ДМ были также усилены: 30 мм автомат АК-230М в маломагнитном исполнении, управлявшийся от ПУС «Колонка», был усилен дополнительным 25 мм спаренным автоматом 2М-3М. Помимо этого, предполагалась установка ПЗРК «Стрела-3» и тройной 30мм АУ АК-306. На корабле дополнительно размещались комплекты имеющегося в то время штурманского, радиолокационного вооружения и средств связи. Строительство серии продолжалось на протяжении практически 22 лет, поэтому в это период вносились изменения в проект и устанавливались новые образцы штурманского, радиолокационного, радиотехнического и другого вооружения с целью повышения боевой эффективности корабля.

### Двигатели
Тральные и палубные механизмы имели гидравлические приводы ещё от старых тральщиков, однако вместе с тем устанавливались более мощные по тяговому усилию и грузоподъёмности механизмы — например, лебёдка ЛВГ-5, складывающаяся кран-балка КБГ-5, якорно-швартовный шпиль ШЭГ (вьюшка из состава тральных механизмов была исключена). Система гидравлики была также усовершенствована: три новых насоса типа IIД10 обеспечивали эффективную работу тральных и палубных механизмов. Эти насосы приводились во вращение от валов отбора мощности двух дизельгенераторов ДГ-100 7Д6, расположенных в дизельгенераторном отделении, и особого дизельгенератора К266, расположенного в машинном отделении. Новая рулевая машина РГС-1 с системой управления «Альбатрос 21-11» предусматривала простой, следящий и автоматический режим управления (два пера руля), также была переведена на гидравлический привод.
Главная энергетическая установка по своему составу и расположению также отличалась незначительно, однако автоматизация работы электроэнергетической системы корабля, вспомогательных механизмов и систем была повышены. ГЭУ классифицировалась как двухвальная с расположением главных двигателей в одном машинном отделении. Главными двигатели являлись дизель-редукторные агрегаты ДРА-210Б (дизель М412) мощностью 1000 л. с. каждый, которые работали на ВРШ (винты регулируемого шага) типа ВР 1265, расположенные в насадках. При водоизмещении на 200 тонн больше и больших главных размерениях скорость полного хода осталась практически неизменной (14 узлов). Изменение шага винта производилось гидравлической системой, куда осуществляли подачу масла насосные агрегаты, приводимые во вращение от валопровода через клиноременную передачу. Это обеспечивало работу винтов регулируемого шана ВРШ и управление ими с местного поста в дизельгенераторном отделении даже при обестачивании корабля (аналогично было на проекте 257ДМ).
Помимо этого, устанавливалась электропневматическая система дистанционно-автоматического управления ГДГД и ВРШ «Пассат», обеспечивающая дистанционное раздельное управление ГД и ВРШ из поста энергетики и живучести, машинного отделения (только управление ГДГД) и главного командного пункта. Электроэнергетическая система корабля (ЭЭСК) включала три дизельгенератора с напряжением 380V, частотой 50 Гц каждый и общей мощностью 300 кВт. Один генератор располагался в МО, два других в ДГО (у них было дистанционно-автоматическое управление). Устанавливались системы автоматического и дистанционного управления ЭЭСК «Березина» и дистанционного управления вспомогательными механизмами и системами «Эльтон». Количество вспомогательных механизмов было по сравнению с проектом 257ДМ несколько увеличено: большое количество пожарных насосов (три вместо двух), автоматизированных компрессоров (три вместо двух) и так далее. Впервые на корабле предусматривалась система сбора льяльных и загрязнённых вод. Запасы топлива и воды выросли, автономность по продовольствию возросла до 15 суток.

## Структура корабля
Непотопляемость корабля обеспечивалась делением на 10 водонепроницаемых отсеков.
- В 1 отсек с 0 по 5 шпангоут входили форпик, цепной ящик, шкиперская и малярная кладовая.
- Во 2 отсек с 5 по 12 шпангоут входили тамбуры № 1-3, помещение рефрижераторной машины и рефкамера, кладовая мокрой провизии и электромеханическая кладовая.
- В 3 отсек с 12 по 28 шпангоут входили тамбуры № 2 и 4, гидроакустический отсек, шахта ПОУ,кладовая сухой провизии, коридор № 1, каюты офицеров и главстаршин, кают-компания, гальюн и душевая офицерского состава, а также тамбур.
- В 4 отсек с 28 по 38 шпангоут входили коридор № 2, кубрик личного состава на 20 человек, гиропост, цистерна пресной воды, рубка гидроакустика, радиорубка и каюта главстаршин.
- В 5 отсек с 38 по 52 шпангоут входили коридор № 3, машинное отделение, камбуз, столовая команды, секретная канцелярия и вентиляционная выгородка.
- В 6 отсек с 52 по 64 шпангоут входили коридор № 4, тамбуры № 6 и 7, дизельгенераторное отделение, пост энергетики и живучести, помещение УСВЗ, раздевалка, баня, прачечная, гальюн и умывальник команды, пост дегазации и дезактивации, а также вентиляционная выгородка.
- В 7 отсеке с 64 по 72 шпангоут располагался кубрик № 2 на 22 человека.
- В 8 отсеке с 72 по 80 шпангоут располагался топливный отсек.
- В 9 отсек с 80 по 86 шпангоут входили помещение трального боезапаса и тральная кладовая.
- В 10 отсеке с 86 по 94 шпангоут располагалось румпельное отделение.

## Основные ТТХ
- Водоизмещение: стандартное — 427 т, полное — 460 т.
- Главные размерения: длина наибольшая — 49 м, ширина наибольшая — 9,2 м, осадка средняя при полном водоизмещении — 2,45 м.
- Тип и мощность ГЭУ: двухвальная, дизельная, 2 х ДРА-210Б (М412) (мощность 2000 л. с.), номинальная частота вращения ГД — 1550 об./мин., валопровода — 374 об./мин., винты регулируемого шага ВР-1265.
- Электроэнергетическая система: 3 дизельных генератора (7Д6) мощностью 300 кВт. Для обеспечения работы электромагнитного трала специальный дизель — генератор (дизель К266) с генератором постоянного тока (50 кВт).
- Скорость: полного свободного хода — 14 узлов; боевая экономическая — 10 узлов.
- Дальность плавания: 1700 миль при скорости хода 10 узлов.
- Запасы топлива: масло моторное — 2 тонны.
- Автономность: 15 суток.
- Вооружение:
  - Штурманское: гирокомпас, магнитные компасы «УКП — М1» и «УКП — М3», лаг МГЛ, эхолот НЭЛ, радиопеленгатор АРП — 50Р.
  - Артиллерийское: 30-мм спаренная автоматизированная артиллерийская установка АК-230 с дистанционными управлением от ПУС «Колонка», 25-мм спаренная турельная артиллерийская установка 2М-3М с ручным управлением.
  - Ракетное ПВО: 2х4 ПУ переносной зенитно-ракетный комплекс «Стрела-3»
  - Противоминное: контактный трал ГКТ-2, сетевой трал ТС-1, электромагнитный трал ПЭМТ-4, акустический трал АТ-5(АТ-6), искатели-уничтожители мин КИУ-1 (КИУ-2-2М), шнуровые заряды.
  - Химическое: прибор химической разведки ВПХР, приборы дозиметрического контроля ДП-62, противогазы ИП-46, химкомплекты КЗИ-2, ранцевые приборы дезактивации, 6 кг порошка СФ-4, фильтрующие противогазы для л/с (110 %), 4 дымовые шашки ДШМ-60.
- Средства связи:
  - Радиостанции: коротковолновый передатчик «Окунь», приёмник Р-657К, станция УКВ Р-619, аппаратура ЗАС, всеволновый приёмник «Волна — 2К», ГГС «Каштан» («Лиственница»).
  - Аппаратура: РЛС навигации «Дон» («Вайгач») аппаратура системы опознавания «Нихром», инфракрасная аппаратура ночного видения «Хмель», электрооптическая аппаратура ночного видения МЭ5 («Тромбон»).
  - Гидроакустические: ГАС МГ-69 «Лань», МГ-79 «Мезень» (МГ-89).
- Экипаж: 45 человек (в том числе 6 офицеров)
- Директивный срок службы кораблей — 15 лет.
- Межремонтный срок корабля — 3 года (текущий) и 6,5 лет (средний).
- Междоковый срок — 1 год.

## Строительство
Строительство базовых тральщиков проекта 1265 «Яхонт» было развёрнуто на двух судостроительных заводах: ССЗ «Авангард» (Петрозаводск), корабли с которого поступали на Северный, Балтийский, Черноморский флоты и Каспийскую флотилию, и Владивостокском судостроительном заводе, откуда корабли поступали только на Тихоокеанский флот. Головной тральщик был построен на ССЗ «Авангард» и сдан ВМФ 31 декабря 1972 года. Первым тральщиком проекта, построенным для ТОФ на Владивостокском судостроительном заводе, стал «БТ-347» (заводской номер 901), который сдали флоту в 1973 году. Всего по проекту до 1994 года было построено около 70 единиц кораблей, из которых на Владивостокском ССЗ было создано 22 единицы (примерно 31 %). Строительство кораблей проекта на ВСЗ в интересах ТОФ было прекращено в 1991 году, а последний корабль был спущен на воду в 1992 году.

## Служба
В настоящее время в состав ВМФ России входит не менее 19 базовых тральщиков проекта 1265 (4 БФ + 3 КФл + 5 СФ + 7 ТОФ). Всего же на ССЗ «Авангард» для ВМС иностранных государств (Болгария, Вьетнам, Куба, Сирия) было построено 13 единиц кораблей в экспортной модификации по проекту 1265Э. Построечный период кораблей проекта (от закладки до сдачи флоту) занимал около двух лет.
- в составе ВМС Украины службу несли (списаны) тральщики «U330 Мелитополь» (бывший БТ-79) и «U331 Мариуполь» (бывший БТ-126);
- в ВМС Азербайджана служат два тральщика БТ-55 и БТ-103;
- в болгарском флоте таких тральщиков четыре;
- ещё четыре тральщика во флоте Вьетнама;
- четыре тральщика поступили на вооружение ВМС Кубы, в 2011 году два оставались на вооружении[2];
- два во флоте Сирии.
- Один тральщик служил в Эфиопии и был списан в 1996 году.

В итоге большая часть кораблей прослужила не менее 20 лет: дольше всего (30 лет) служит тральщик «БТ-100», а меньше всего отслужил (15 лет) — тральщик «БТ-325». Замены на флоте этим тральщикам пока не предполагается, и срок службы оставшихся кораблей может скоро превысить 30 лет, что говорит о высоком потенциале кораблей и высоком классе проекта.

## Происшествия с кораблями
Хотя корабли проекта демонстрировали высокие эксплуатационные и мореходные качества, а также отличались исключительными условиями обитаемости экипажей по сравнению с тральщиками других проектов и вообще кораблями других классов, несколько из этих тральщиков серьёзно пострадали или вышли из строя в ходе некоторых происшествий. Причиной таких происшествий часто являлась обычная халатность членов экипажа.
- 12 августа 1980 в 14 часов 14 минут во время ракетных стрельб на Приз ГК ВМФ ПКР П-35 РКР «Адмирал Головко» вместо щита в направлении SSO от о. Змеиный была в последний момент нацелена на корабль охранения района стрельб БТ «Херсонский Комсомолец» (с 15.02.1992 — БТ-202). Ракета чётко произвела захват назначенной цели и как пуля прошла через деревянный корпус тральщика. Корабль после завершения расследования был поставлен в ремонт в 13-й судоремонтный завод ЧФ в Севастополе и был отремонтирован[3].
- 29 июня 1984 на тральщике БТ-325 из 81-го дивизиона 7-й бригады Приморской флотилии разнородных сил Краснознамённого Тихоокеанского флота произошёл пожар в машинном отделении. Тральщик был в море на ходу, и борьбу за живучесть корабля не удалось обеспечить должным образом: более того, моряки полностью израсходовали вхолостую весь фреон, поскольку включили на топливный отсек станцию объёмного химтушения. Корабль был обесточен полностью, а пожар удалось потушить только с привлечением аварийно-спасательных служб Приморской флотилии. По итогам обследования корабль был признан не подлежащим восстановлению, через 5 лет его корпус сожгли. Корабль отслужил меньше всего времени (15 лет).
- 27 ноября 1985 тральщик БТ-730 Кольской флотилии Северного флота встал на якорь в бухте Цыпнаволок на полуострове Рыбачий. В связи с неблагоприятными метеоусловиями командир тральщика должен был сменить место якорной стоянки, однако при съёмке с якоря шпиль вышел из строя, а командир корабля растерялся и не успел среагировать. Все это происходило в период наибольшего прилива, прижимного ветра, вследствие чего корабль после окончания шторма и отлива оказался примерно на расстоянии 200 м от уреза воды. С него были сняты все грузы. При попытке стянуть к урезу воды тракторами и автомашинами у тральщика стало ползти и разрушаться днище. Впоследствии корпус был подорван корабельными подрывными командами и сожжён[4].
- В ночь с 10 на 11 октября 2003 на тральщике БТ-51 из 11-го дивизиона надводных кораблей охраны водного района, 165-й бригады надводных кораблей Приморской флотилии разнородных сил произошёл пожар. Это случилось после 23:00 в районе душевой офицерского состава, сам корабль стоял на якоре и швартовых в бухте Улисс. Пожар возник из-за того, что моряки не выключили нагревательные элементы сауны, которую вообще не предусматривал проект. Организовать тушение пожара не удалось, и в итоге на тральщике произошла серия взрывов боеприпасов. Потушить пожар не успели даже силы поисково-спасательной службы Флота и пожарных частей Владивостока. Корабль принял более 200 т воды, крен на левый борт достиг почти 20°, дифферент на нос — 2 метров. Судно сгорело дотла, к утру его уже признали не подлежащим восстановлению и утилизировали остатки.